# Greg Losey
Robert Gregory Losey, detto Greg (Oakland, 9 febbraio 1950 – San Antonio, 26 febbraio 2002), è stato un pentatleta statunitense.

## Palmarès
In carriera ha conseguito i seguenti risultati:
- Giochi olimpici:

Los Angeles 1984: argento nel pentathlon moderno a squadre.